# 尚学社
尚学社（しょうがくしゃ）は、日本の出版社、またはその屋号。1982年、吉田俊吾により創業。主に社会科学の専門書を出版する。現在の社長は苧野圭太。

## 所在地
〒113-0033 東京都文京区本郷1丁目25番7号

## 主な取扱出版物
シリーズ - 現代憲法研究
2007年より。若手憲法学者による研究書の叢書。